# Oh, Uncle!
Oh, Uncle! is een Amerikaanse stomme en korte film uit 1909 onder regie van D.W. Griffith.

## Verhaal
Toms rijke en oude oom is nog steeds vrijgezel. Hij denkt dat Tom ook single is en als hij langs komt, moet Toms vrouw doen alsof ze een werkster is, zodat zijn oom de waarheid niet ontdekt.

## Rolverdeling
| Acteur         | Personage   |
| -------------- | ----------- |
| Mary Pickford  | Bessie      |
| Billy Quirk    | Tom Wright  |
| James Kirkwood | Zeke Wright |
| Mack Sennett   | -           |